# Tige Andrews
Tige Andrews, nato Tiger Androwas (Brooklyn, 19 marzo 1920 – Encino, 27 gennaio 2007), è stato un attore statunitense.

## Filmografia parziale

### Cinema
- La nave matta di Mister Roberts (Mister Roberts), regia di John Ford e Mervyn LeRoy (1955)
- Quattro donne aspettano (Until They Sail), regia di Robert Wise (1957)
- Il falso generale (Imitation General), regia di George Marshall (1958)
- È sbarcato un marinaio (Onionhead), regia di Norman Taurog (1958)
- La moglie sconosciuta (A Private's Affair), regia di Raoul Walsh (1959)
- Gli ultimi fuochi (The Last Tycoon), regia di Elia Kazan (1976)

### Televisione
- Armstrong Circle Theatre – serie TV, 2 episodi (1952-1953)
- The Phil Silvers Show – serie TV, 22 episodi (1955-1956)
- Steve Canyon – serie TV, episodio 1x05 (1958)
- I detectives (The Detectives) – serie TV, 97 episodi (1959-1962)
- The Best of the Post – serie TV, episodio 1x13 (1961
- The Dick Powell Show – serie TV, episodio 1x07 (1961)
- Ensign O'Toole – serie TV, episodio 1x06 (1962)
- Mr. Novak – serie TV, episodio 1x05 (1963)
- Gomer Pyle, U.S.M.C. – serie TV, 3 episodi (1965)
- Codice Gerico (Jericho) – serie TV, episodio 1x07 (1966)
- Star Trek – serie TV, episodio 2x11 (1967)
- Mod Squad, i ragazzi di Greer (The Mod Squad) – serie TV, 123 episodi (1968-1973)
- Sulle strade della California (Police Story) – serie TV, 3 episodi (1974-1975)
- Kojak – serie TV, 4 episodi (1974-1978)
- I leoni della guerra (Raid on Entebbe) – film TV (1977)
- CHiPs – serie TV, 3 episodi (1978-1981)
- The Return of the Mod Squad – film TV (1979)
- La signora in giallo (Murder, She Wrote) – serie TV, episodio 7x11 (1991)